# Ernesto Ekaizer
Ernesto Ekaizer (Buenos Aires, Argentina, 1949) es un periodista y escritor argentino que reside y trabaja en España.
Es autor, entre otros, del libro Indecentes, publicado en 2012, obra que interpreta la crisis económica de 2008 en adelante, y, de manera específica, la española, como una estafa a la sociedad por parte del sector financiero nacional e internacional.

## Carrera profesional
Nacido en Buenos Aires, en el seno de una familia emigrante de origen judío askenazí, por línea paterna. Tras trabajar en la revista Panorama y el diario La Opinión (entre otras publicaciones argentinas), se trasladó a España, donde fue redactor jefe del diario barcelonés La Vanguardia en Madrid, columnista de la revista Cambio 16, subdirector de la revista El Globo , director del diario económico Cinco Días y director adjunto del diario El País. Colaborador asiduo en radio y televisión. 

### DiarioEl País
En 1998 fue enviado especial del diario El País para cubrir los acontecimientos relacionados con el caso Pinochet. Ekaizer narró los episodios judiciales del exdictador chileno en Londres, y siguió la evolución política y diplomática del caso, que se desarrolló en Madrid, Santiago de Chile, Londres, Nueva York y Washington. Este seguimiento del caso le permitió realizar el guion del documental Augusto Pinochet, prisionero de la ley, para el canal Tele 5, colaborando también en la dirección del mismo; como consejero técnico, colaboró con Patricio Guzmán en la realización de su film El caso Pinochet. Ekaizer obtuvo el premio Ortega y Gasset de periodismo en mayo del año 2000 por sus trabajos sobre el caso Pinochet. Tres años después publicó el libro Yo, Augusto sobre el dictador chileno.
Desde El País, Ekaizer cuestionó el tratamiento dado a los atentados del 11-M en Madrid por otros medios de comunicación, con duras críticas a Pedro J. Ramírez, director del diario El Mundo y a Federico Jiménez Losantos, director del programa «La Mañana» de la cadena de radio COPE y vicepresidente de Libertad Digital. 
También publicó, con el título "Actas", las charlas mantenidas durante la reunión en un rancho de Crawford del entonces presidente español José María Aznar con el presidente de los Estados Unidos George W. Bush tres semanas antes del ataque estadounidense a Irak, en las que el presidente español solicitaba a su homólogo estadounidense argumentos para superar la oposición de la opinión pública española.

### DiarioPúblico
En 2008, tras alcanzar el puesto de adjunto al director de El País, Ekaizer abandonó el diario para incorporarse el 1 de febrero al nuevo diario Público, fundado en 2007. Asumió el puesto de editor ejecutivo, coordinando también el consejo asesor a la dirección en su línea editorial y escribiendo como analista y columnista.

### Televisión y radio
Desde principios de la década de 2000 participa asiduamente en tertulias periodísticas sobre actualidad política para televisión y radio, en programas como La mirada crítica, Ruedo ibérico, Al rojo vivo, Las mañanas de Cuatro, Madrid opina, Versió RAC 1, Espejo Público o Las cosas claras.

## Vida personal
Está casado y es padre de tres hijos. 

## Obras
- José María Ruiz Mateos, el último magnate (1985)
- Banqueros de rapiña (1994)
- Vendetta (1996)
- El farol (1997)
- Yo, Augusto (2003)
- Guerra y castigo (2004)
- Indecentes. Crónica de un atraco perfecto (2012)[1]
- El caso Bárcenas (2013)
- Queríamos tanto a Luis (2015)
- El libro negro: la crisis de Bankia y las cajas (2018)
- La novel·la de la rebel·lió: Cròniques del judici (2019)
- El crispavirus (2020)
- El rey al desnudo (2021)
- Operación Jaque Mate (2023)